# Джигурово
Джигу́рово (болг. Джигурово) — село в Благоєвградській області Болгарії. Входить до складу общини Санданський.

## Населення
За даними перепису населення 2011 року у селі проживали 715 осіб.
Національний склад населення села:
| Національність   | Кількість осіб | Відсоток |
| ---------------- | -------------- | -------- |
| болгари          | 296            | 87,3%    |
| турки            | 42             | 12,4%    |
| цигани           | 0              | 0%       |
| Всього відповіли | 339            |          |

Розподіл населення за віком у 2011 році:
Динаміка населення: